# Strategie polityki kredytowej
Strategia polityki kredytowej określa politykę przedsiębiorstwa względem swoich odbiorców, wyróżnia się trzy rodzaje strategii:
1. Strategia konserwatywna
2. Strategia agresywna
3. Strategia umiarkowana

## Strategia konserwatywna
Strategia konserwatywna zmierza do całkowitego niemal wyeliminowania ryzyka niewypłacalności klientów i zakłada rezygnację z utrzymywania stosunków z odbiorcami regulującymi zobowiązania z opóźnieniem i to dopiero po kilku monitach. Kredyt handlowy jest wówczas udzielany tylko stałym klientom, których solidność płatnicza została wypróbowana w ciągu dłuższej współpracy. Jednocześnie kwota jednostkowego kredytu, nawet dla takich klientów, jest limitowana do określonego z góry, niezbyt wysokiego pułapu. Udzielenie kredytu jest niekiedy dodatkowo warunkowane uzyskaniem solidnych gwarancji zapłaty(np.: otrzymaniem weksla gwarancyjnego zaopatrzonego porękę banku lub solidnej firmy).
Stosowanie konserwatywnej strategii niewątpliwie umożliwia uniknięcie strat spowodowanych niewypłacalnością klientów oraz chroni przed większymi opóźnieniami w inkasie należności. Ogranicza ona jednak możliwość rozwoju sprzedaży zwłaszcza wówczas, gdy inne konkurujące firmy stosują agresywną politykę kredytową.

## Strategia agresywna
Strategia agresywna przewiduje możliwość udzielania kredytu nawet odbiorcom o wysokim ryzyku niewypłacalności. Pozwala ona na pozyskanie znacznie większej rzeszy dodatkowych klientów i na wydatniejszy wzrost sprzedaży, ale wymaga dysponowania poważniejszymi źródłami finansowania należności i ponoszenia wyższych kosztów finansowych, które wymagają odpowiedniego uwzględnienia w cenach sprzedaży.

## Strategia umiarkowana
Strategia umiarkowana jest pośrednim rozwiązaniem, która polega na dość elastycznym udzielaniu kredytów handlowych odbiorcom, ale przy odpowiedniej weryfikacji ich wypłacalności. Jednocześnie, w zależności od oceny stopnia tej wypłacalności, różnicuje się jednostkowe kwoty kredytu, a także okresy, na jaki jest on udzielany. Możliwe jest wówczas wyrażenie zgody na prolongowanie terminu zapłaty stałemu klientowi przeżywającemu okresowe trudności płatnicze, jeżeli istnieje szansa ich przezwyciężenia i groziłoby to odejściem odbiorcy do innego przedsiębiorstwa, oferującego łagodniejsze warunki płatności.